# William Baker (tenor)
John William Baker, född 20 augusti 1985 i Tyresö församling, Stockholm är en svensk operasångare och artist.

## Biografi

### Karriär
William Baker är en svensk tenorsolist och evangelist från Tyresö. Baker är bland annat utbildad vid Operahögskolan i Stockholm från vilken han har en konstnärlig kandidatexamen i operasång, samt vid Mälardalens högskola där han studerat Kammarmusikerprogrammet. 
2021 medverkade Baker vid Carola Häggkvists julkonserter i Steninge slottslada, där han bland annat sjöng O helga natt tillsammans med Carola. 2012 – 2014 hade Baker rollen som svanen i Folkoperans uppsättning av Orffs Carmina Burana, en föreställning som avslutades med en grand finale på Globen. Han har också gestaltat roller i en rad andra operor, däribland Paolino i Drottningholms slottsteaters uppsättning av Cimarosas Il matrimonio segreto samt Conte Almaviva i Il barbiere di Siviglia och prins Don Ramiro i Askungen av Rossini på Skånska operan i Malmö.
Han har dessutom medverkat i den svenska versionen av filmen Beauty and the Beast (Skönheten och Odjuret). Han uppträdde på prinsessan Madeleine och Chris O’Neills bröllopsmottagning på Drottningholms slott.

## Produktioner

### Roller och framträdanden (urval)
| År          | Roll           | Produktion              | Scen/arrangör               |
| 2021        | Gästartist     | Carolas julkonserter    | Steninge slottsslada        |
| 2017        | Ensemble       | Beauty and the Beast    | SDI Media                   |
| 2016        | Don Ramiro     | La Cenerentola          | Skånska Operan              |
| 2014        | Svanen         | Carmina Burana          | Stockholm Globe Arena       |
| 2013        | Paulino        | Il matrimonio segreto   | Drottningholms Slottsteater |
| 2013        | Conte Almaviva | Il barbiere di Siviglia | Skånska Operan              |
| 2012 - 2014 | Svanen         | Carmina Burana          | Folkoperan                  |
| 2011        | Ensemble       | L’elisir d’amore        | Folkoperan                  |
| 2010 - 2011 | Tenor          | Concert tour            | Västmanlandsmusiken         |
| 2008        | Ensemble       | Dido & Aeneas           | Malmö Opera                 |